# 시더래피즈 커널스
시더래피즈 커널스(Cedar Rapids Kernels)는 미국 아이오와주의 시더래피즈에 있는 마이너 리그 베이스볼 팀으로 미드웨스트 리그에 속해 있다. 2013년부터 메이저 리그 팀 미네소타 트윈스의 하이 A 팜 팀이다.